# Česká barokní literatura
Jako česká barokní literatura (též pobělohorská literatura) se označuje písemnictví českých autorů z doby pobělohorské, mezi bitvou na Bílé hoře (1620) a druhou třetinou 18. století, kdy v českých zemích skončilo baroko a začalo osvícenství.

## Literatura

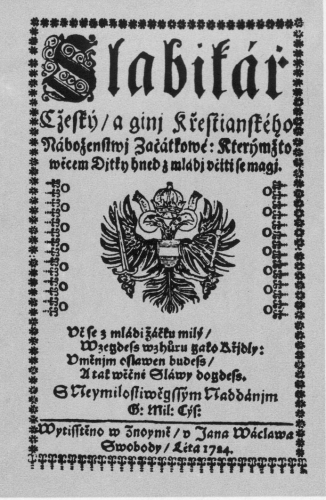
Křesťanský slabikář z roku 1784

## Katoličtí autoři

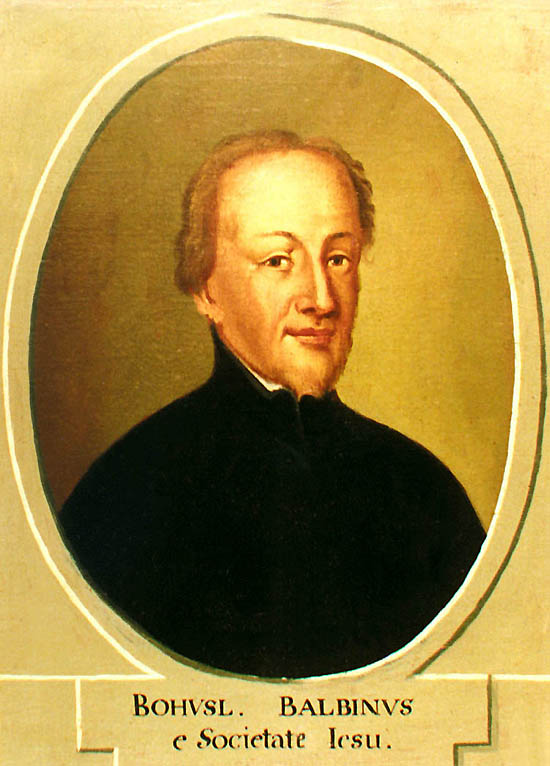
Bohuslav Balbín – barokní portrét ze Zlatokorunské klášterní školy

### 17. století
- Bohuslav Balbín
- Tomáš Pešina z Čechorodu
- Jan Kořínek
- Adam Václav Michna z Otradovic
- Bedřich Bridel
- Jan Václav Rosa
- Felix Kadlinský
- Matěj Václav Šteyer
- Václav František Kocmánek
- Jiřík Hlohovský (Písně katolické, 1622)
- Václav Karel Holan Rovenský (Capella regia musicalia, 1693)
- Jan Florián Hammerschmidt (Historie klatovská, 1699)

### 18. století
- Jan František Beckovský
- Země dobrá, to jest země česká (1754)
- Antonín Koniáš
- Antonín Frozín (Obroviště mariánského Atlanta, 1701)
- Jan Josef Božan (Slaviček rájský, 1719)
- Bohumír Josef Hynek Bilovský (Cantator cygnus, 1720, Doctrina Christiana, 1721, Pia quadragesima, 1721, Coelum vivum, 1724)
- Josef Vratislav Monse
- Damascenus Marek (Trojí chléb nebeský, 1727)
- Ondřej František Jakub de Waldt (Chválořeč neb kázání na některé svátky, 1736)
- Daniel Nitsch (Berla královská Jezu Krista, 1709)

## Nekatolická literatura
V českých zemích v tuto dobu stále existovalo uskupení skryté evangelické církve – jehož literární produkce již byla mizivá. Nekatolíci byli pronásledováni,  pravidelně byly proti těmto kacířům vydávány patenty, v nichž byly stanoveny tresty za přechovávání či distribuci tzv. kacířské literatury (hlavně Bible kralické). Přistižená osoba byla trestána jak fyzickými tresty, tak vězením, nucenými pracemi, smrtí i jinak.

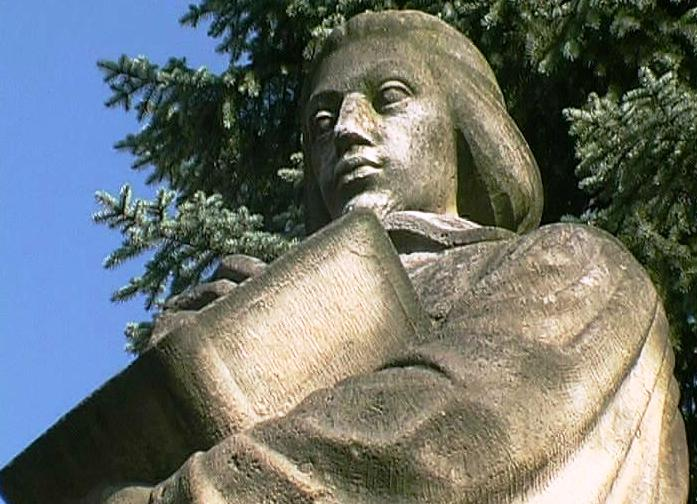
Jiří Třanovský

Významnější roli proto měla literatura českých exulantů. Významná střediska exilové kultury vznikla na Slovensku, v Polsku, Sasku a v Nizozemsku, a přestože jen málo ovlivnila soudobý vývoj v domovině, vznikla v nich namnoze díla zásadního významu. Komenský, Stránský, Skála a Třanovský patří ke špičkám české literatury 17. století. Slovenské středisko navíc sehrálo důležitou roli v česko-slovenských kulturních stycích a v pozdějších dobách přispělo k počátkům slovenského národního obrození.
- Jan Amos Komenský
- Pavel Stránský ze Záp
- Pavel Skála ze Zhoře
- Jiří Třanovský známý též jako Tranoscius
- Jan Liberda
- Jiří Sarganek
- Kašpar Motěšický
- Havel Žalanský-Phaëthon
- Matouš Konečný

## Jazyk a školství
Tradiční pohled, kanonizovaný pozitivistickou bohemistikou počátku 20. století, představuje češtinu v tomto období jako jazyk postupně zcela upadající až vymírající, popisuje úpadek spisovné normy a pronikání obecné češtiny nebo nářečí do psané podoby a záplavu germanismů. Dnes je zřejmé, že takové pojetí je dobově podmíněné, ne-li zcela pochybené, a situace byla značně složitější a pestřejší. Je nepopiratelnou skutečností, že čeština byla postupně vytlačována z nejvyšších společenských funkcí, především z oblasti elitní kultury a státní správy. Mimo ni však v polovině 18. století jí stále mluvily více než 2/3 obyvatelstva, a to nejen na venkově, ale i ve městech, kde byla jazykem středních a nižších vrstev. Psaná čeština si stále udržovala vysokou úroveň v jezuitských tiscích, jejich péčí se vyvíjela a obohacovala o slovní zásobu ze všech oborů, které mohly proniknout do homiletiky. Ačkoli tedy nebyla jazykem vědy či vojska, neznamená to, že by jí základní terminologie v těchto a mnoha dalších oborech chyběla. 
Během barokní doby byla na domácí půdě českému jazyku věnována značná teoretická pozornost v podobě několika gramatik (Jan Drachovský, Grammatica Boemica, 1660, Jiří Konstanc, Brus jazyka českého, 1667, Matěj Václav Šteyer, tzv. Žáček, 1668, 1730, 1781) z nichž nejvýznamnější je Čechořečnost (Václav Jan Rosa, 1672). O nepřerušeném zájmu o jazyk svědčí také opakovaná vydání mluvnice Václava Jandyta (1704, 1705, 1715, 1732, 1739, 1753), opatřená předmluvou obsahující obranu českého jazyka a příležitostně doplněnou puristickým slovníčkem. Z rozboru památek a z ojedinělých zmínek se zdá, že existovala stylově rozlišená a teoreticky reflektovaná norma, dodržovaná nakladateli vydávajícími kněžskou prózu a kramářské tisky. Psaná čeština 17. a 18. století legitimně odrážela přirozený vývoj jazyka a v některých žánrech vykazovala vysokou úroveň. Měřítka spisovnosti byla jiná než později v 19. a 20. století. Až archaizující kodifikace za národního obrození, které mělo vůči barokní češtině předsudky, způsobila, že spisovný jazyk morfologicky kopíruje češtinu konce 16. století, tzv. češtinu veleslavínskou. I proto je dnešní spisovná čeština značně vzdálená hovorové řeči. Pokud jde o každodenní jazyk, ten se ve venkovských oblastech udržel v poměrně čistší podobě, ve městech do něho pronikaly četné germanismy. 
V oblasti školství došlo k zásadním organizačním změnám, souvisejícím s politikou rekatolizace. Rozvíjející se utrakvistické nižší školství bylo po Bílé hoře rozvráceno a monopol na vyšší vzdělání prakticky získal jezuitský řád. Jezuitský školský systém (přijatý roku 1599) ovšem patřil v té době k nejlepším a v počátečních stadiích působení nebyl nijak strnulý a  ochotně přijímal podněty i z nekatolického prostředí. Jeho kvality uznával i Jan Amos Komenský. Roku 1654 se sloučila Karolínská akademie a univerzita Karlova, došlo k obnovení čtyřfakultní univerzity, která byla zrušena po vydání Dekretu kutnohorského. Ta byla pojmenována jako Karlo-Ferdinandova (název vydržel až do r. 1920).
Určujícími politickými a kulturními podmínkami bylo okleštení stavovských svobod a zrovnoprávnění němčiny s češtinou, zakotvené v Obnoveném zřízení zemském (1627). Zcela zásadní bylo konečné a nekompromisní zavedení rekatolizačních opatření.

## Literární barokistika
Obrozenecké pojetí, které převzalo národní hnutí v 19. století a téměř celá literární bohemistika až po závěr 20. století, pobělohorskou dobu a její literaturu hodnotilo jako úpadkovou. Určitou výjimku z toho tvořily práce první poloviny 20. století České literární baroko (1938) od možná až přespříliš prokatolického Josefa Vašici, které se snažilo ukázat pozitivní stránky českého barokního písemnictví a České baroko (1941) Zdeňka Kalisty. Především od r. 1989 se bouřlivě rozvíjí česká barokistika a hodnoty českého literárního baroka postupně začínají být oceňovány i širší veřejností. Mezi přední současné autory zabývající se tímto tématem patří např. Alexandr Stich nebo Miloš Sládek. Bylo publikováno několik výborů z děl barokní prózy, především kazatelské, a známějším se stalo například básnické dílo Bedřicha Bridela, ale i písňové texty Adama Michny z Otradovic. 
Samozřejmě přijímané teze o přerušené kontinuitě jazykově-literární a národní získávají ve světle nejnovějších výzkumů značné trhliny. Doba přibližně 160 let je navíc příliš dlouhá, aby byla možno ji pojímat jako jeden jednolitý celek s jednoduchou dynamikou úpadku.